# قهرود
قُهرود روستایی از توابع بخش قمصر شهرستان کاشان در استان اصفهان ایران است. قهرود در ۴۳ کیلومتری جنوب کاشان می‌باشد (فاصله هوایی قهرود تا کاشان ۳۳ کیلومتر و تا قمصر ۸ کیلومتر می‌باشد. دارای آتشکده مزدگه در بخش قلعه با قدمت۳۰۰۰ سال و مسجد کله در مرکز روستا با تاریخ ایجاد بنا مربوط به ۱۴۰۰ سال پیش می‌باشد.
قهرود در جنوب قمصر و شرق جوینان و غرب کامو و چوگان قرار دارد.
قله گرگش با ارتفاع ۳۶۰۰ متر در ۸ کیلومتری غرب قهرود قرار دارد.

## جمعیت
این روستا در دهستان قهرود قرار دارد و براساس سرشماری مرکز آمار ایران در سال ۱۳۸۵، جمعیت آن ۶۵۷ نفر (۲۴۶خانوار) بوده‌است.

## زبان
زبان (قهرودی) رایج در این دهستان شامل: قهرود، جوینان، الزگ، کامو، جوشقان قالی، زنجانبر، جهق، و شهرستان نطنز در کوهپایه‌های کرکس در دهستان‌های برزرود شامل ابیانه و روستاهای اطراف، طرق رود و روستاهای اطراف، و منطقه نیمه کویری بادرود و روستاهای اطراف، در جنوب و شرق، و دهستان‌های میمه و ونداده در شهرستان شاهین شهر، و قالهر و اطراف در شهرستان دلیجان، در جنوب غربی و غرب از قدیمی‌ترین زبان‌های ایرانی باستان، ایرانی میانه و اوستایی می‌باشد، بیش از نیمی از واژه‌ها و ادبیات آن با زبان بومی زردشتیان در استان یزد، و زبان محلی شهمیرزاد و سنگسر در استان سمنان مشترک است.

## پیشینه
قهرود به استناد زبان، فرهنگ محلی، قرار گرفتن در دره سوق الجیشی، و جاده‌های باستانی استراتژیک شرق و غرب، و شمال و جنوب فلات ایران و جاده شمال جنوب شاه عباسی، کاروانسرای ایستگاهی اقامتی موجود (تا سال ۱۳۵۸ که تخریب گردید) در چهار فرسنگی بین کاروانسراهای روستاهای گبرآباد و کلوخ، شیر سنگی موجود (تا سال ۱۳۵۸، که توسط سارقان شکسته و تخریب گردید) در ابتدای ورودی روستا، قدمت آن به پیش از دوره هخامنشی می‌رسد، در محله میان ده؛ کتیبه سنگ محراب مسجد کلّه ساخت اولیه آن را در قرن اول هجری و تعمیر آن را در قرن هفتم (عصر مغولها)، و کتیبه درب چوبی مسجد علی (امام زاده مدفون) ساخت آن را در قرون اولیه هجری و تعمیر آن را در قرن هشتم (عصر ایلخانی مغولها) می‌داند. بر روی سنگ نبشته موجود (تا سال ۱۳۵۵ که بعلت بارندگی جابجا و مفقود شده‌است) در دامنه کوه شمالی منطقه آلیشته عبارت زیر نوشته‌است: «بِز مَکِه، بِز مَوا، بِز مَیَندیش» به معنی: «بد نکن، بد نگو، بد نپندار».
در پوشش، تا قبل از سالهای اخیر که جمعیت بیشتری ساکن بودند، مردان بدون قبا یا کت مردانه و شلوار خیلی گشاد مشکی، و زنان بدون چادر کامل نسبتاً رنگی دست بافت محلی در بیرون از منزل حاضر نمی‌شدند.

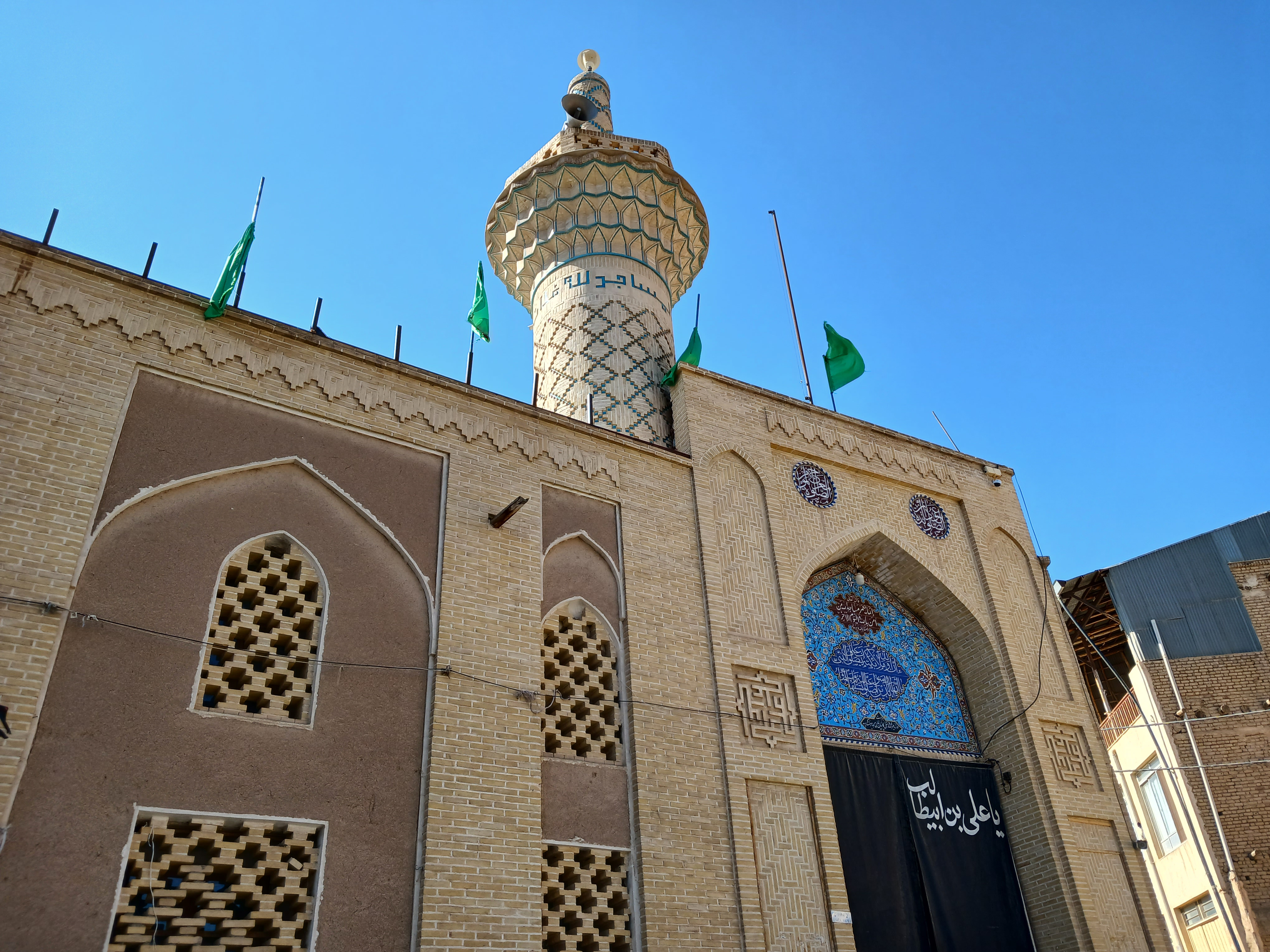
نمای اصلی مسجد تاریخی حضرت علی

## آب و هوا و چشم‌انداز
آب و هوای قهرود، سرد و برفی در زمستان، و کاملاً خنک و پاک در تابستان می‌باشد، آب چشمه‌های قهرود در منطقه در گوارایی مشهور است. آسمان شبهای قهرود صاف، پرستاره، و زیباست، و یکی از مهم‌ترین پژوهشگاه‌های ستاره‌شناسی در ارتفاعات این منطقه قرار دارد، قهرود در منطقه ای کوهستانی با جویبارهای اصلی و فصلی و باغ و زمین‌های کشاورزی محدود دارای جشم اندازی نسبتاً رؤیایی است. به دلیل این موقعیت قهرود در گذشته به عنوان پایگاه یا پادگانی جهت. دیده‌بانی استفاده می‌شده‌است در شب اگر در بالای کوه‌های دورتادور قهرود مثل سرسیاه یا تالار روشنایی کاشان در شمال و میمه در جنوب قابل مشاهده است پس در گذشته از روی گستردگی و شدت روشناییها در شب حمله یا حرکت سپاه یا کاروانها دیده‌بانی می‌شده

## محصولات دامی و کشاورزی
فرآورده‌های دامی و کشاورزی قهرود به علت ویژگیهای آب و هوایی و زمین کشاورزی در کیفیت و طعم بی نظیر است.

## نگارخانه

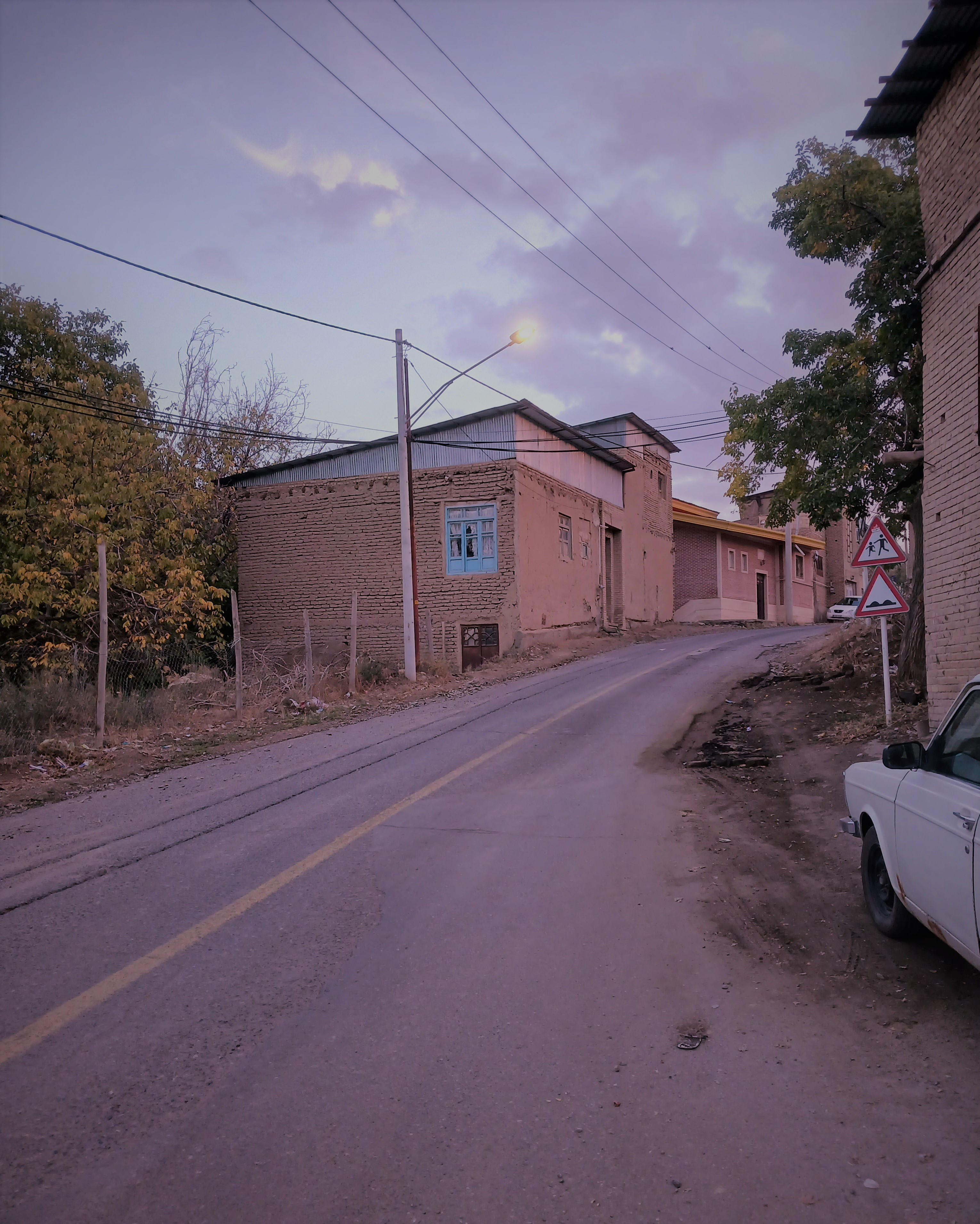
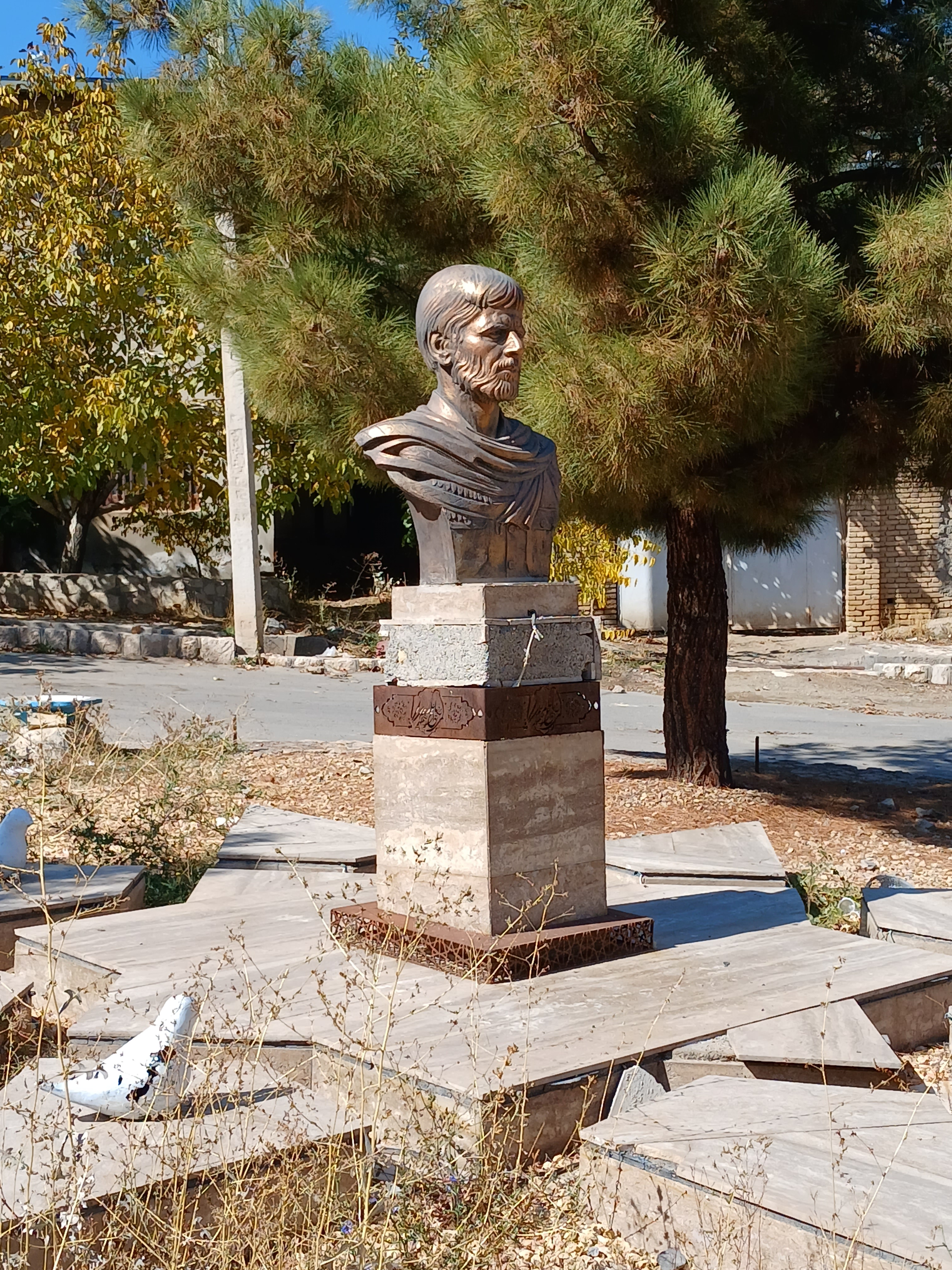
سردیس شهید عباس کریمی فرمانده لشکر ۲۷ محمد رسول‌الله
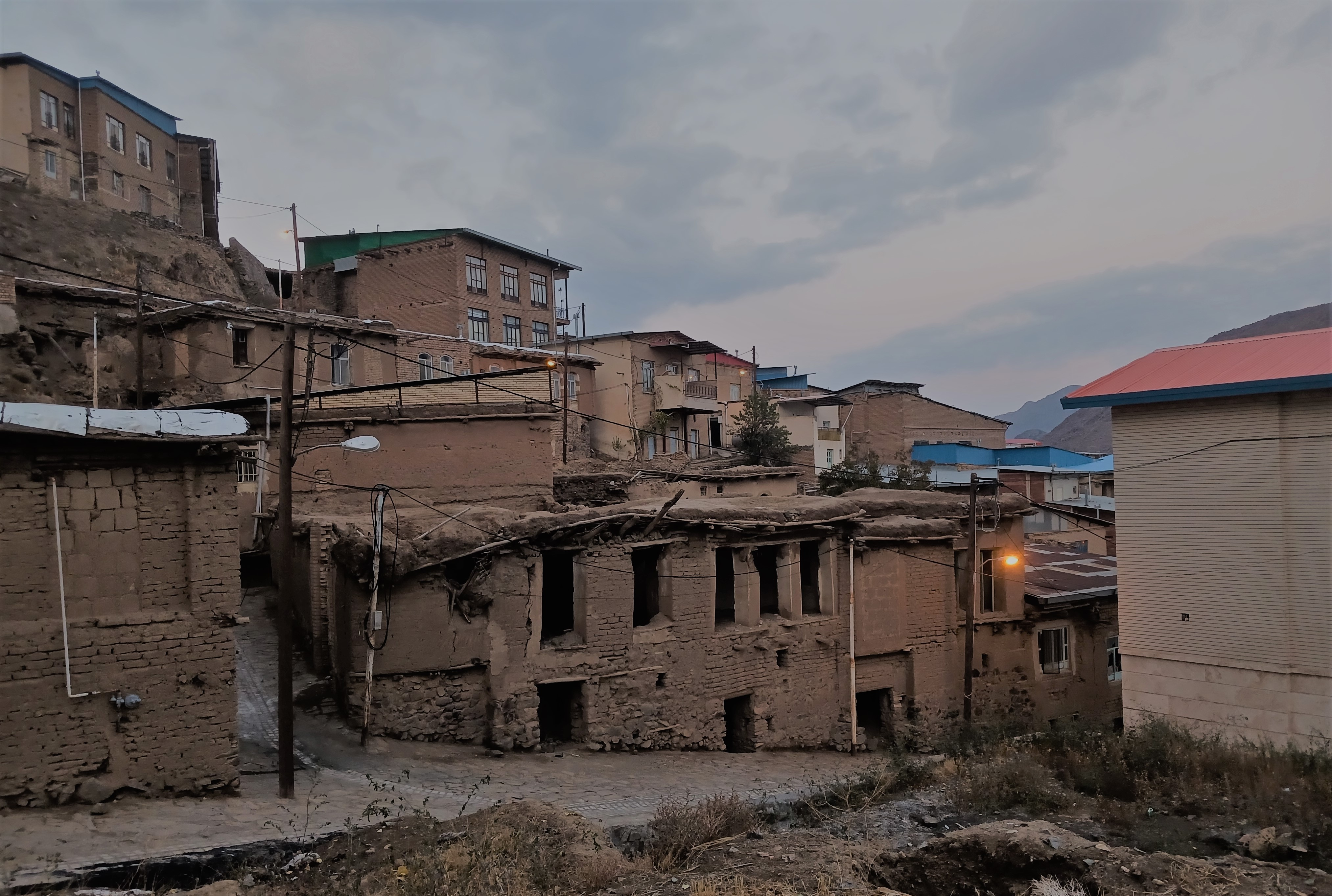
بافت قدیمی روستا
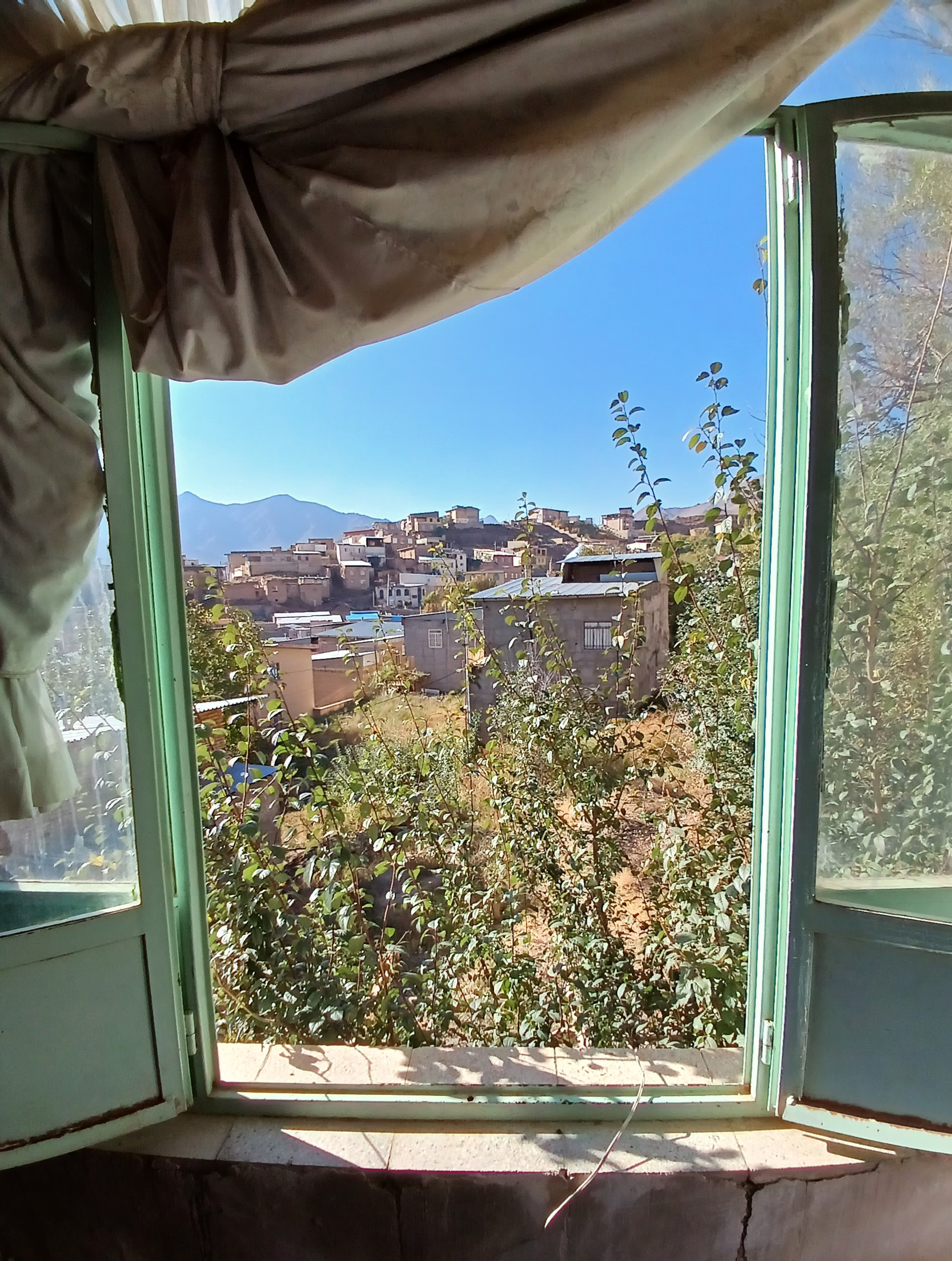
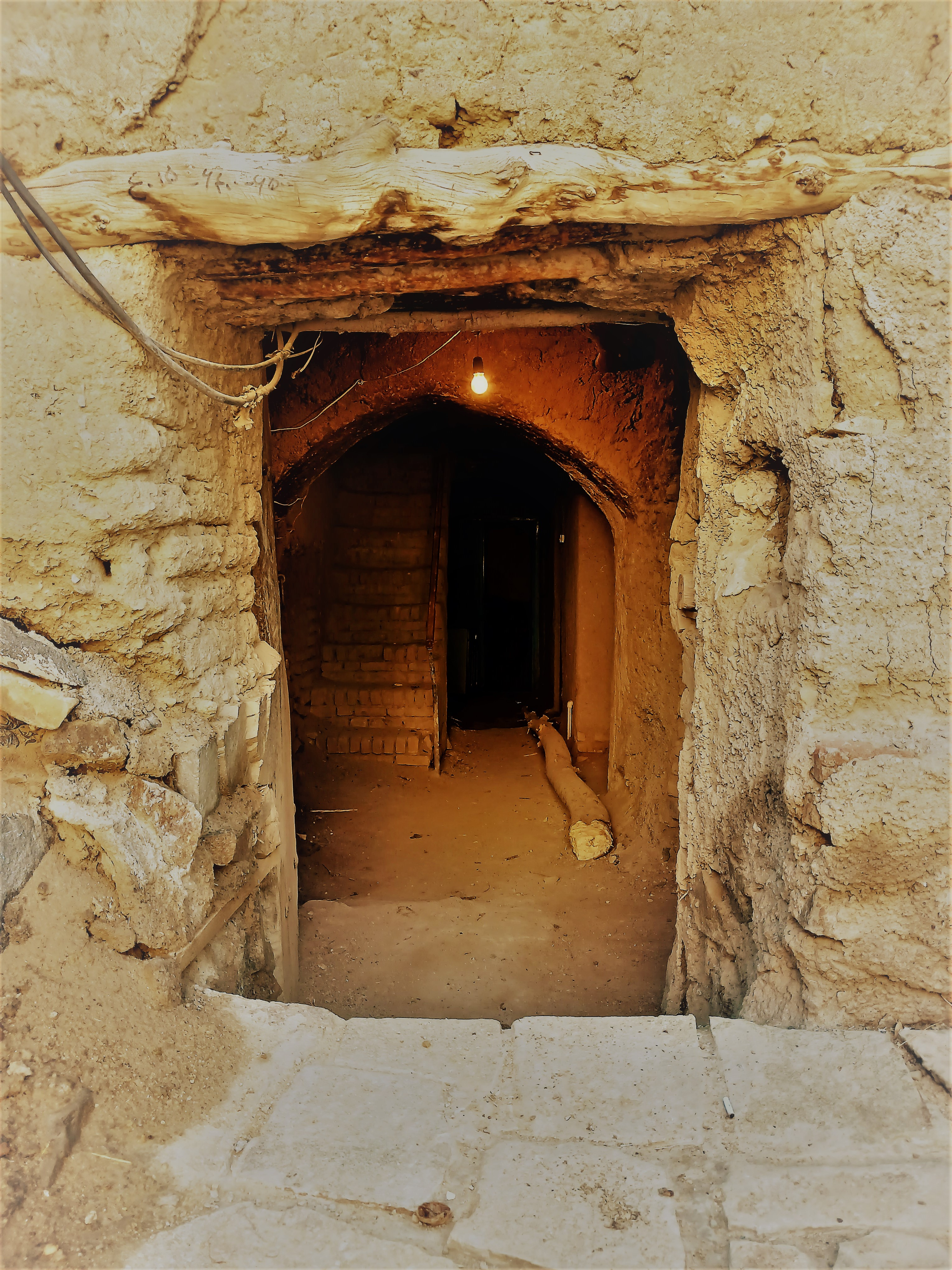
ورودی خانه ای قدیمی در روستا
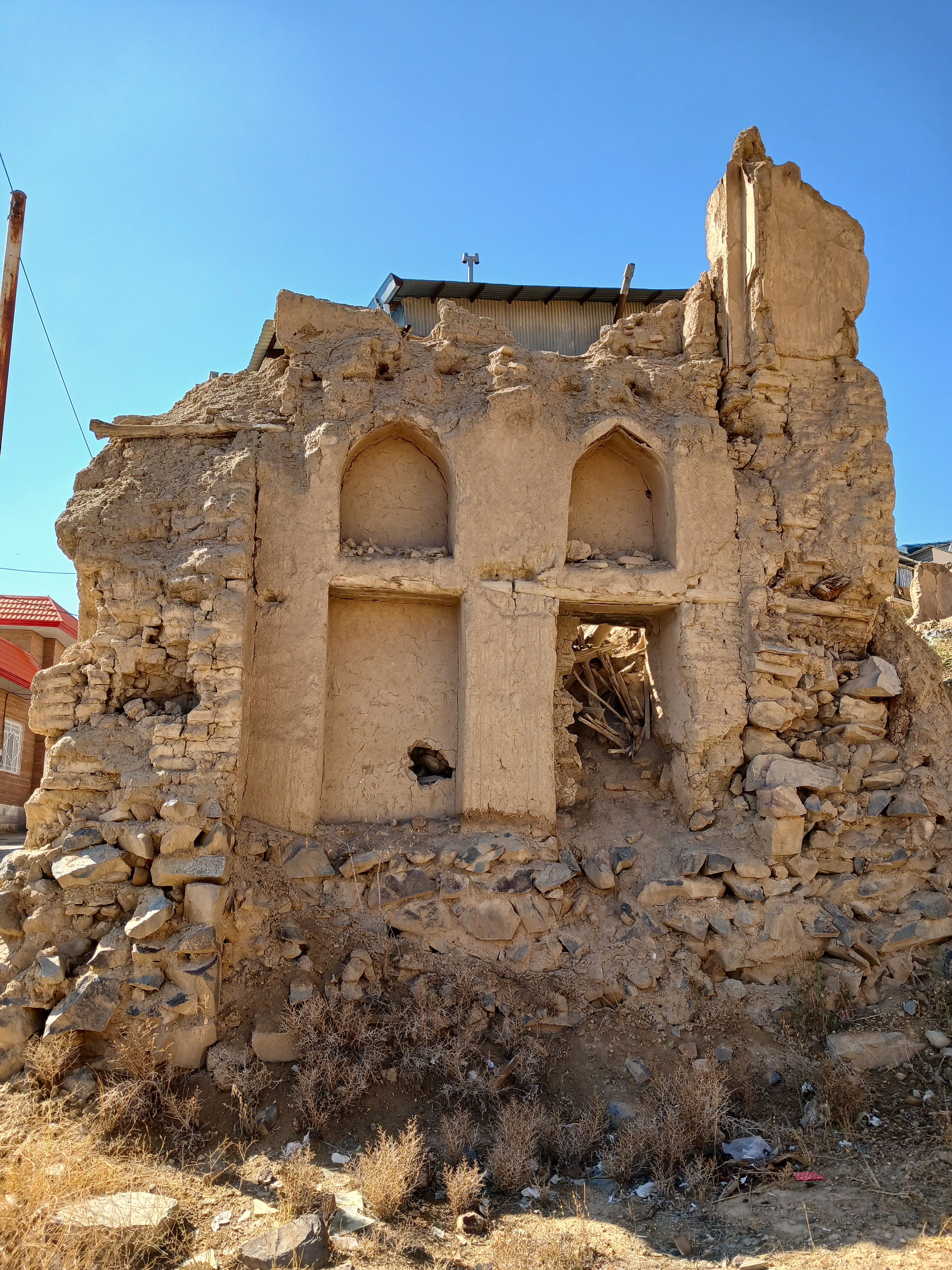
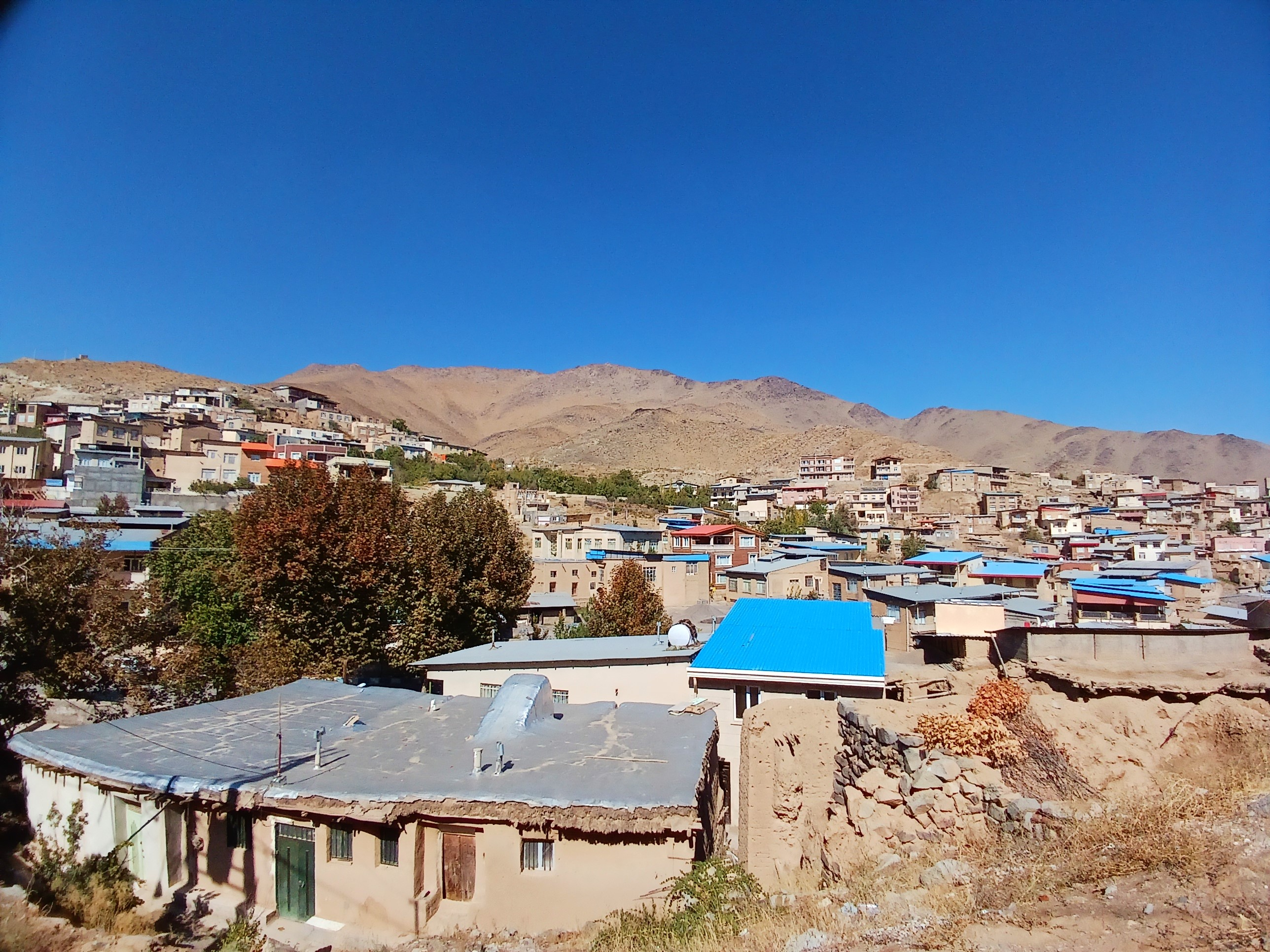
سراسرنمایی از روستا
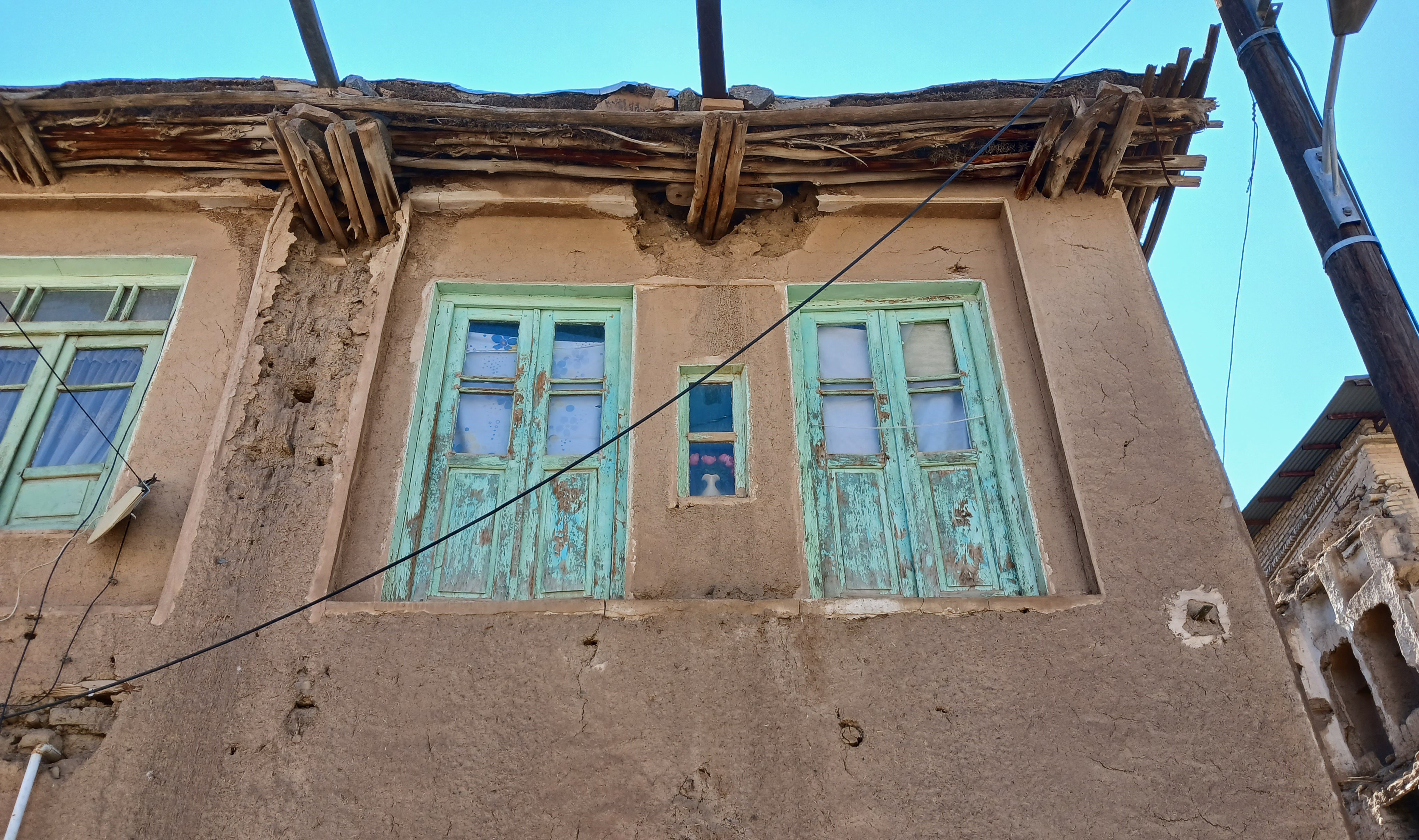
پنجره‌های قدیمی روستا
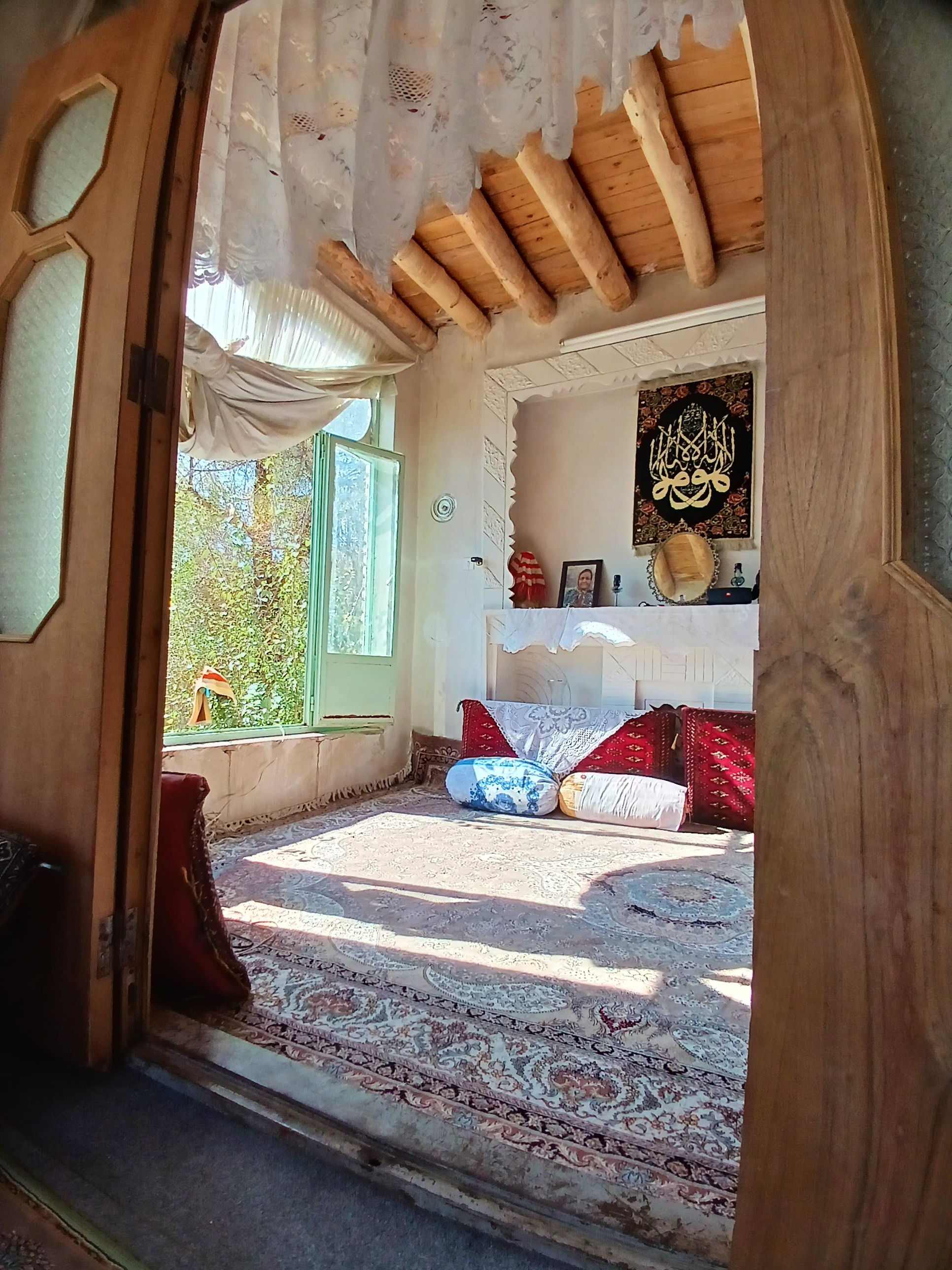
اتاق نشیمن زیبای خانه ای قدیمی در روستا
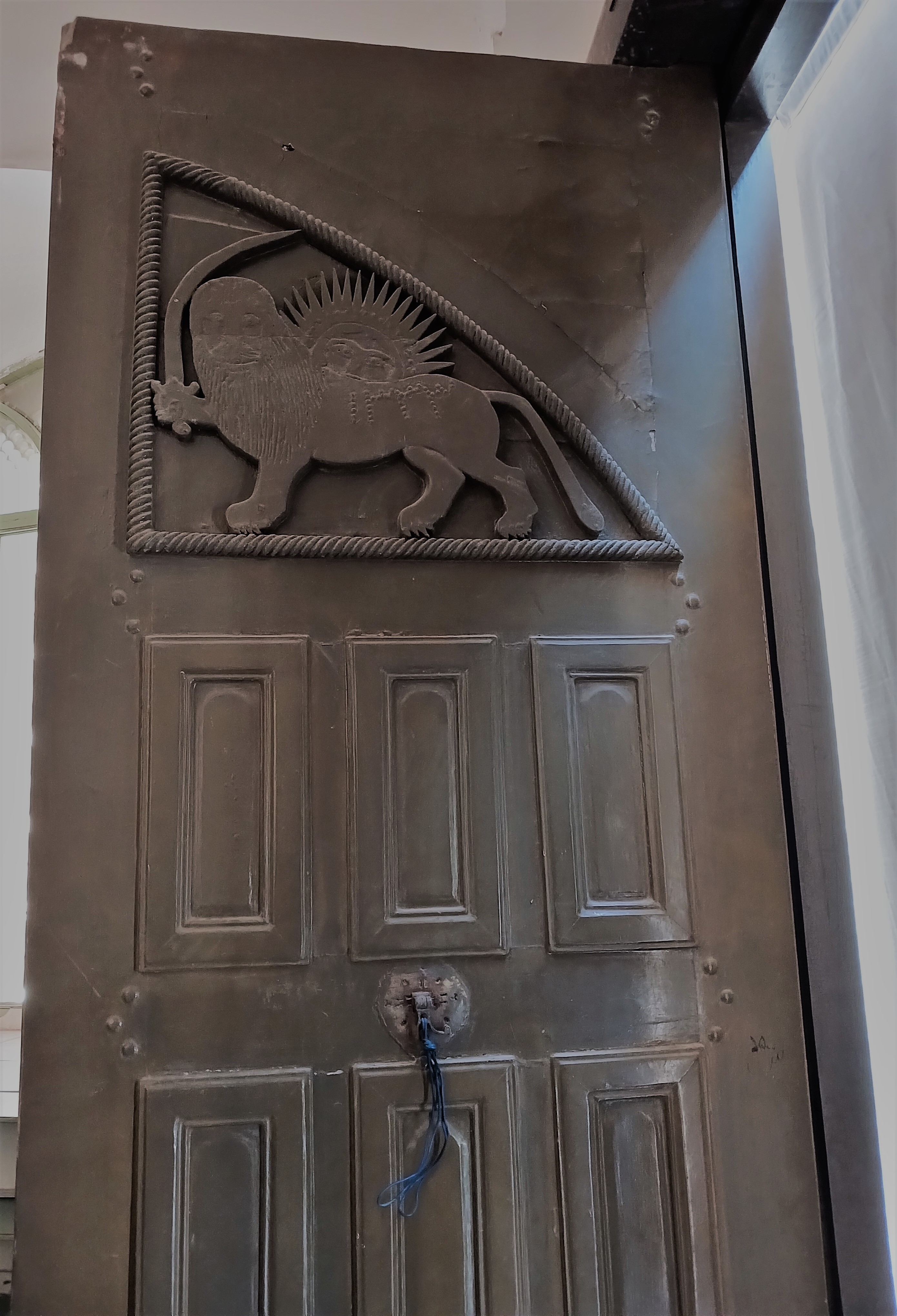
درب ورودی قدیمی مسجد حضرت علی با نشان شیر و خورشید
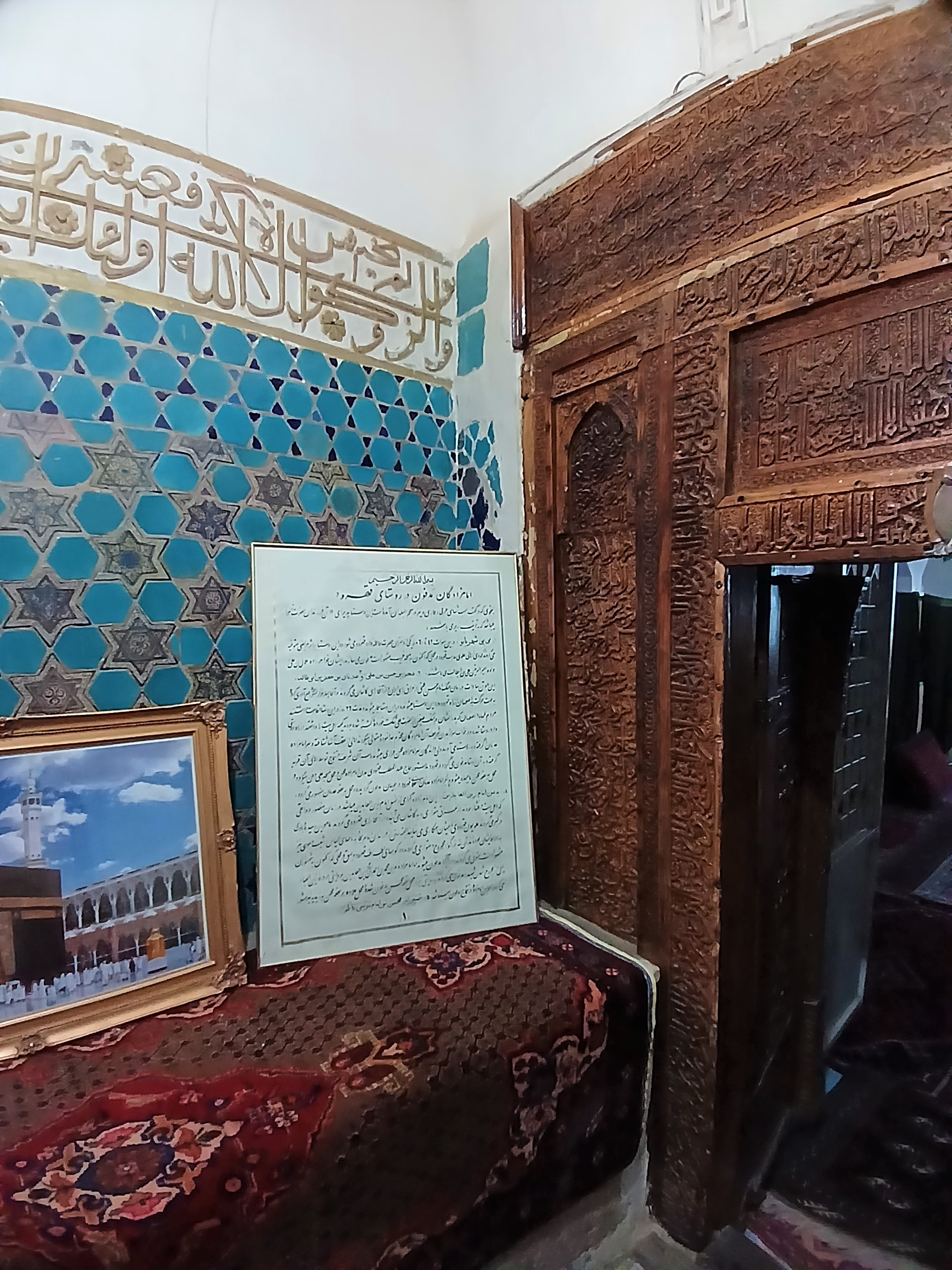
ورودی تاریخی شبستان قدیمی مسجد حضرت علی با دربی منبت‌کاری شده و کاشی‌های لعابی مربوط به دوره ایلخانی
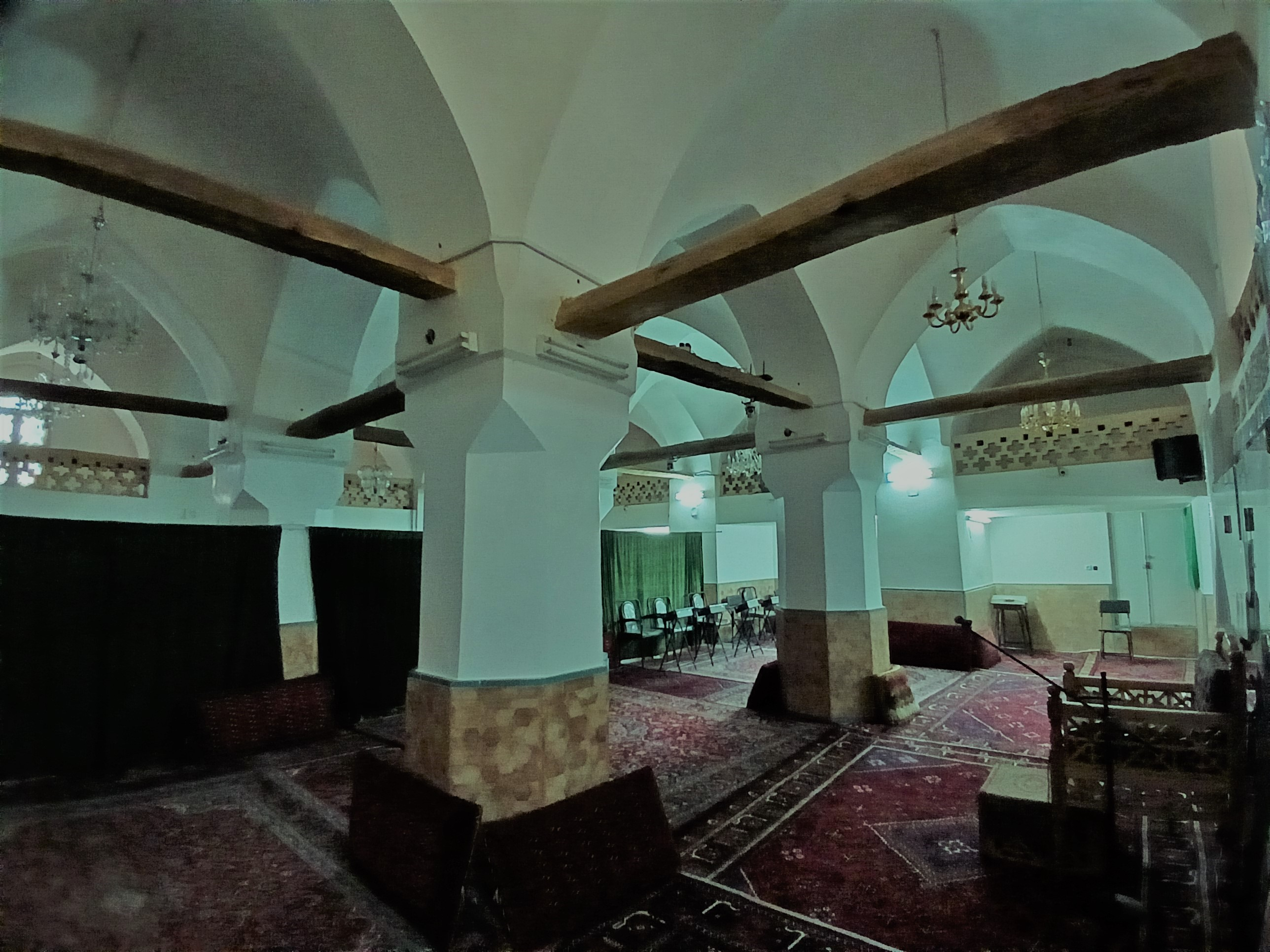
شبستان تاریخی مسجد حضرت علی
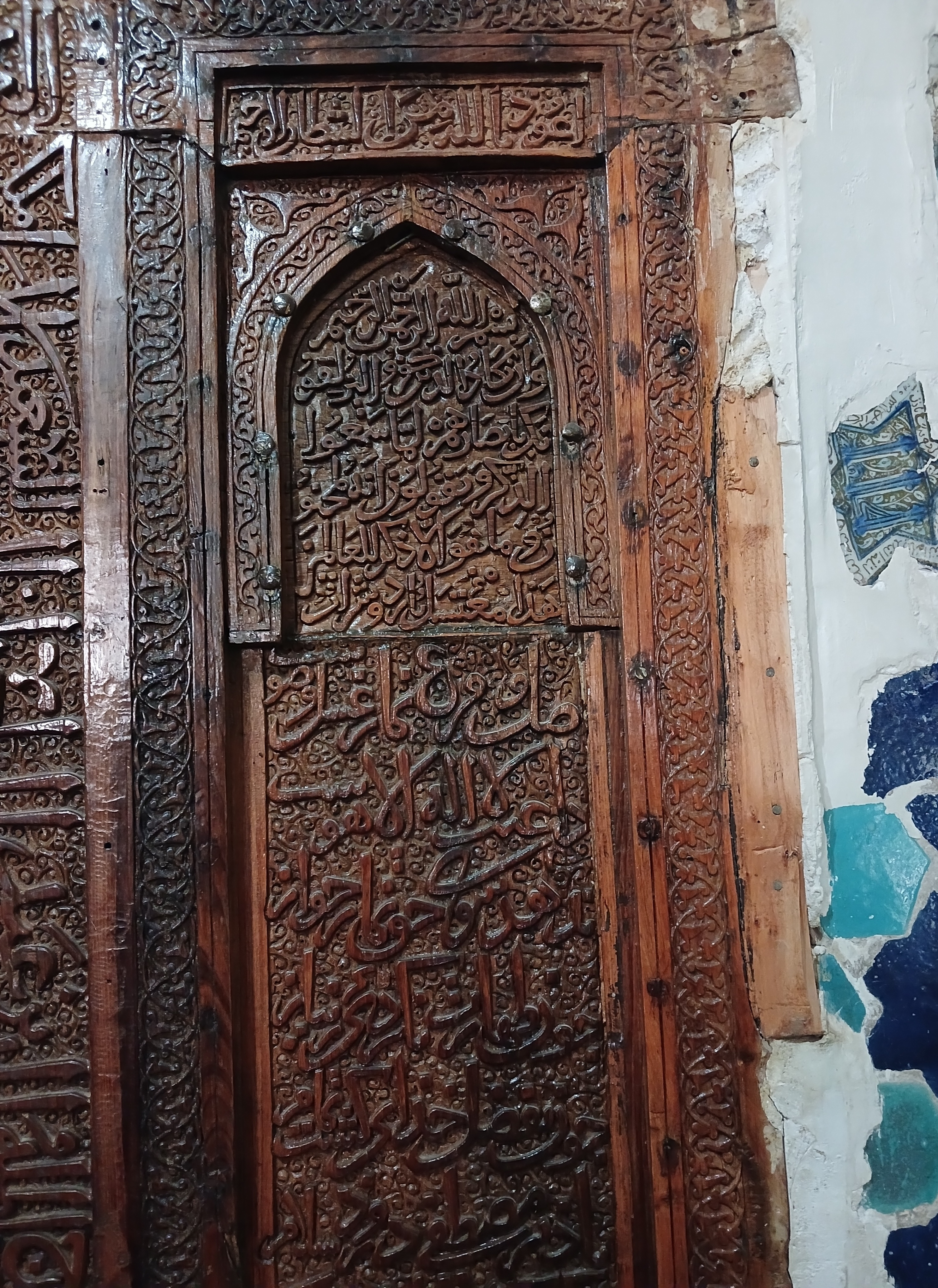
پیرامون منبت‌کاری شده درب تاریخی مسجد حضرت علی